# مشمل
المِشْمَل أو الرداء السرواليّ أو المِيدَعَة أو الوِزْرَة أو الأفرول هو نوع من الملابس مكون من قطعة واحدة تغطي الجزئين العلوي والسفلي من الجسم، وتستعمل غالبا في العمل بالمصانع والورش وأحياناً كملابس رياضة.